# Mirko Puglioli
Mirko Puglioli (Pisa, 16 augustus 1973) is een voormalig Italiaans wielrenner. Hij was actief van 1995 tot en met 2001.

## Overwinningen
1999
- Tour de L'Ain/Prix de l'Amitié
- GP Industria e Commercio Artigianato Carnaghese